# Ajda Pekkan
Ajda Pekkan, właśc. Ayşe Ajda Pekkan (ur. 12 lutego 1946) – turecka piosenkarka pop. W 1980 roku reprezentowała Turcję w Konkursie Piosenki Eurowizji w Hadze, na którym zaśpiewała piosenkę Pet'r oil.

## Dyskografia

### Albumy
- 2011: Farkın Bu
- 2008: Aynen Öyle
- 2006: Cool Kadın
- 1996: Ajda Pekkan
- 1993: Ajda 93
- 1991: Seni Seçtim
- 1990: Ajda 90
- 1987: Süperstar IV
- 1985: Ajda Pekkan ve Beş Yıl Önce On Yıl Sonra
- 1983: Süperstar III
- 1982: Sevdim Seni
- 1981: Sen Mutlu Ol
- 1979: Süperstar II
- 1978: Pour Lui
- 1977: Süperstar
- 1972: Ajda Pekkan Vol. III
- 1969: Fecri Ebcioğlu Sunar: Ajda Pekkan
- 1968: Ajda Pekkan